# A-10 Attack!
A-10 Attack!（A-10 アタック）は、1995年にen:Parsoft Interactiveによって開発されたコンバットフライトシミュレーションゲーム。日本での発売元はラビックス。冷戦後のドイツで復活したソ連とドイツの共産主義者との架空の戦いを描いている。
続編のA-10 Cuba!と違いMacintosh版のみだったため、知名度はいまひとつであったが、下記のようなA-10 Cuba!にはない機能があった。
- アリゾナ砂漠のトレーニングマップがある。
- A-10が複数あれば好きなA-10に乗れる。
- 他の友軍機のフライトプランを設定して飛ばさせる事が出来る。
- 勲章や記章をもらえる。

A-10 Attack!のバージョン1.5とA-10 Cuba!のバージョン1.2を組み合わせると、A-10 Attack!のシステムでA-10 Cuba!を遊べるというも機能があったが、日本語版はAttack!が1.1、Cuba!は1.1.1が最終バージョンだったため、この機能はサポートされていない。

## 登場する兵器
- 以下の兵器が登場するが、プレイヤーが搭乗できるのはA-10のみとなっている。

米軍
- A-10 サンダーボルトII - プレイヤー搭乗機。
- F-15 イーグル
- F-16 ファイティングファルコン
- C-5 ギャラクシー
- C-130 ハーキュリーズ - クイックスタートミッションの2面で地上に1機駐機されているのみ。
- M1A1 エイブラムス
- M60 パットン
- MIM-72 チャパラル
- ワイルドキャット - ドイツ軍の自走対空砲。盗まれたと言う設定で東ドイツ側でも登場する。

ソ連軍
- MiG-29 フルクラム
- Su-25 フロッグフット
- An-124 コンドル
- Mi-24 ハインド - クラシナ級のヘリポートに着艦しているのみで飛ばない。
- T-62
- BMP-2
- ZSU-23-4 シルカ
- SA-6 ゲインフル
- 2S1グヴォズジーカ 122mm自走榴弾砲
- クラシナ級巡洋艦
- 025/026型フチュアン魚雷艇

西ドイツ軍
- トーネード IDS
- ミラージュ2000 - フランス製だが、アリゾナの訓練場でドイツ軍所属の標的機として登場する。
- ブレーメン級フリゲート

東ドイツ軍
- レイピア - 西側の工場から盗まれたと言う設定で登場する。